# フェレンツ・シド
フェレンツ・シド（Ferenc Sidó 1923年4月18日 - 1998年2月6日）は、ハンガリー出身の卓球選手。

## 人物
1953年の世界卓球選手権ブカレスト大会において男子シングルスで優勝した。この大会では男子ダブルス、混合ダブルスと合わせて3冠を達成した。
世界選手権では合計9個の金メダルを獲得した。混合ダブルスでの獲得金メダル4個は男子では歴代最多。
1995年に世界卓球殿堂入りした。

## 主な成績
※最高成績
男子シングルス
- 世界選手権 優勝 (1953)
- ヨーロッパ選手権 ベスト16 (1958、1960)